# Праведник 2
Праведник 2 (енгл. The Equalizer 2) амерички је акциони трилер филм из 2018. године у режији Антоана Фјукуе. Сценарио потписује Ричард Венк на основу истоимене серије аутора Мајкла Слоана и Ричарда Линдхајма која се приказивала од 1985. до 1989. на каналу CBS, док су продуценти филма Тод Блек, Џејсон Блументал, Фјукуа, Дензел Вошингтон, Алекс Сискин, Стив Тиш, Мејс Нојфилд, Тони Елдриџ и Мајкл Слоан. Филмску музику је компоновао Хари Грегсон-Вилијамс.  Представља наставак филма Праведник из 2014. године. 
Насловну улогу тумачи Дензел Вошингтон као бивши CIA оперативац Роберт Мекол, док су у осталим улогама Педро Паскал, Ештон Сандерс, Бил Пулман и Мелиса Лио. Светска премијера филма је била одржана 20. јула 2018. у Сједињеним Америчким Државама. Буџет филма је износио 62 000 000 долара, а зарада од филма је 190 400 000 долара.
Наставак Праведник 3: Коначно поглавље  приказан је 2023. године. 

## Радња
Наставак филмског хита Праведник из 2014. године – филм о завери и освети. Након првог Праведника у ком смо упознали Роберта "Боба" МекКола (Дензел Вошингтон), бившег припадника специјалних војних јединица који је лажирао сопствену смрт како би остатак живота провео у миру, а то му на крају није пошло за руком.
У наставку филма Праведник 2 наставља да ради оно што најбоље зна, бори се за правду и спашава оне којима је потребна помоћ. Када му бившу шефицу и једину пријатељицу отму и убију у организованој завери, он се упушта у освету. Током своје осветничке мисије среће се с најискуснијим убицама а можда чак и себи једнакима. Али њему је страх непознаница. Он решава проблеме које слабији не могу сами да реше, јер он је — Праведник.

## Улоге
| Глумац           | Улога               |
| ---------------- | ------------------- |
| Дензел Вошингтон | Роберт '"Боб" Мекол |
| Педро Паскал     | Дејв Јорк           |
| Ештон Сандерс    | Мајлс               |
| Бил Пулман       | Брајан Пламер       |
| Мелиса Лио       | Сузан Пламер        |